# Dopefish
Der Dopefish (englisch, wörtlich übersetzt etwa „Trottelfisch“) ist ein fiktives Wesen in Form eines großen grünen Fisches mit Hasenzähnen, das erstmals 1991 im Computerspiel Commander Keen Episode 4 auftauchte. Er wurde von Tom Hall entworfen. Referenzen und Cameo-Auftritte der Figur (meist als Easter Egg versteckt) finden sich seither in vielen Spielen von Apogee Software und id Software, beispielsweise in Wacky Wheels, Duke Nukem 3D, Jazz Jackrabbit 2, Rise of the Triad, Quake, Quake III Arena, Max Payne und in SiN Episodes. Auch in neueren Spielen wie Alan Wake, Rage, Deus Ex: Human Revolution, Black Mesa oder Doom ist der Dopefish versteckt. In einer Folge der Trickserie South Park wird der grüne Fisch ebenfalls gezeigt.
Der Dopefish wird als die zweitdümmste Kreatur des Universums beschrieben – eine Anspielung auf die Trilogie Per Anhalter durch die Galaxis, nach welcher die dümmste Kreatur des Universums der gefräßige Plapperkäfer von Traal ist. Sein Denkmuster lautet: „Schwimmen, schwimmen, hungrig. Schwimmen, schwimmen, hungrig.“ Er frisst alles, was ihm in die Nähe kommt, wobei er Helden bevorzugt.